# Machaerium polyphyllum
Machaerium polyphyllum är en ärtväxtart som först beskrevs av Jean Louis Marie Poiret, och fick sitt nu gällande namn av George Bentham. Machaerium polyphyllum ingår i släktet Machaerium och familjen ärtväxter. Inga underarter finns listade i Catalogue of Life.